# Avior Airlines
Avior Airlines es una aerolínea de Venezuela fundada en 1994 bajo el nombre de Avior - Aviones de Oriente para prestar servicio de transporte corporativo a empresas petroleras y a operadores turísticos de la zona oriental del país, posteriormente en 1997 cambia su modelo de negocios a aerolínea comercial y su nombre comercial pasa a ser Avior Express, en el año 2003 cambia su razón social a Avior Airlines C.A, tiene su base principal en el Aeropuerto Internacional José Antonio Anzoátegui en la ciudad de Barcelona (Venezuela).

## Historia
Fundada por Jorge Luis Añez Dager y Rafael Ciarcia Walo, Avior Airlines inicio operaciones en 1994 utilizando aeronaves Cessna 172 y Aero Commander 500, siendo inicialmente una línea de transporte para empleados de la petrolera PDVSA en el este de Venezuela. En el primer trimestre del siguiente año se adquieren dos Dornier Do 28 y se abren nuevas rutas y la finalidad de la empresa cambia para convertirse en una línea de transporte regular. En enero de 1997, Avior ya contaba con nueve Dornier Do 28 transportando a miles de pasajeros lo que permitió que la aerolínea se hiciera conocida.
Uno de los pasos más importantes que marcó el rumbo de la aerolínea se dio en 1998 cuando se adquieren de fábrica doce Beechcraft 1900D y seis Cessna 208B y se alquilan dos Beechcraft 1900C. A esta fecha, Avior operaba vuelos a la mayoría de las ciudades de Venezuela bajo el nombre comercial de Avior Express. En el año 2001, se adquirieron dos Embraer 120 para complementar la flota y reemplazar los Beechcraft 1900C alquilados devueltos a su Operador.Durante el Año 2003 Avior cambia su marca comercial y pasa a usar su nombre actual: Avior Airlines. Ese mismo año se adquieren dos Boeing 737-200 y, en los siguientes años, se adquieren más aeronaves de este tipo. En 2009 Avior entra en crisis, por lo cual la mayoría de su destinos son suspendidos (Valera, Acarigua, Mérida, Carúpano y San Tome) y los 11 Beechcraft 1900D salen de la flota. Durante los siguientes años, Avior sale de la crisis y empieza a resurgir. Para el año 2012, Avior anuncia la creación de una nueva filial Avior Regional que cubriría las antiguas rutas suspendidas en 2009, así como la compra de cuatro Boeing 737-400 para vuelos internacionales. En 2013 llega el primero de ellos y también el primer Fokker 50 de Avior Regional, pero, debido a problemas con el INAC (Instituto Nacional de Aeronáutica Civil) para la certificación de la nueva aerolínea, se decide operar el Fokker 50 mientras se certifica la nueva aerolínea, reabriéndose así los destinos de Valera y Mérida hasta mediados de 2014, fecha en que pasan a formar parte de la flota de Avior Regional.
En el 2017, la aerolínea venezolana solicitó a la Aerocivil de Colombia el inicio de operaciones nacionales, bajo la creación de una aerolínea filial, la cual sería llamada Gran Colombia de aviación. Avior ha manifestado que de ser aprobado este proyecto en Colombia, tomaría de sede central el Aeropuerto Perales de Ibagué y como aeropuerto secundario el Aeropuerto Internacional Alfonso Bonilla Aragón de Cali. La aerolínea informó que a los destinos que volaría son: Cúcuta, Pasto, Neiva, Bucaramanga, Puerto Asís, Florencia, Tumaco, Valencia, Miami, entre otros.
En diciembre de 2018 la empresa recibió la certificación IOSA, que por sus siglas en inglés IATA OPERATIONAL SAFETY AUDIT, reconoce los procesos operacionales y sistemas de control de las aerolíneas en cuanto a su seguridad.
Desde 2017 la Unión Europea tiene prohibido los vuelos de Avior dentro de su territorio al no pasar la evaluación para lograr la certificación de los Operadores de Terceros Países, en noviembre de 2022 prorrogó la prohibición en una lista de unos 130 aerolíneas, debido a la poca seguridad que ofrece sus aviones.

## Fútbol
Actualmente Avior Airlines patrocina a los siguientes clubes de fútbol:
- Primera División de Venezuela: 
  - Caracas FC[5]
  - Deportivo Táchira FC

## Flota
Avior Airlines cuenta con la siguiente flota: 
| Aeronaves      | Activos | Estacionados | Pedidos | Pasajeros                                         | Pasajeros                                         | Pasajeros                                         | Matrículas                                        | Antigüedad                                        | Notas                                             |
| Aeronaves      | Activos | Estacionados | Pedidos | C                                                 | Y                                                 | Total                                             | Matrículas                                        | Antigüedad                                        | Notas                                             |
| -------------- | ------- | ------------ | ------- | ------------------------------------------------- | ------------------------------------------------- | ------------------------------------------------- | ------------------------------------------------- | ------------------------------------------------- | ------------------------------------------------- |
| Boeing 737-200 | 1       | —            | —       | 12                                                | 96                                                | 108                                               | YV2794                                            | 41,1 años                                         |                                                   |
| Boeing 737-400 | 4       | 3            | 1       | 12                                                | 132                                               | 144                                               | YV2928                                            | 37,1 años                                         | Estacionado en PZO desde 2019                     |
| Boeing 737-400 | 4       | 3            | 1       | 12                                                | 138                                               | 150                                               | YV3158 «Lilu»                                     | 36,2 años                                         |                                                   |
| Boeing 737-400 | 4       | 3            | 1       | 12                                                | 132                                               | 144                                               | YV3011 «El Negro Áñez»                            | 36 años                                           |                                                   |
| Boeing 737-400 | 4       | 3            | 1       | 12                                                | 132                                               | 144                                               | YV3012 «A.A.A»                                    | 35,9 años                                         |                                                   |
| Boeing 737-400 | 4       | 3            | 1       | 12                                                | 132                                               | 144                                               | YV3243                                            | 34,9 años                                         | Estacionado desde 2019 en BLA                     |
| Boeing 737-400 | 4       | 3            | 1       | 12                                                | 132                                               | 144                                               | YV3187                                            | 34,7 años                                         | Pedido                                            |
| Boeing 737-400 | 4       | 3            | 1       | 12                                                | 132                                               | 144                                               | YV3546                                            | 28,2 años                                         |                                                   |
| Boeing 737-400 | 4       | 3            | 1       | 12                                                | 132                                               | 144                                               | YV3317                                            | 27,8 años                                         | Estacionado desde 2019 en BLA                     |
| Fokker 50      | —       | 2            | —       | —                                                 | 50                                                | 50                                                | YV2917                                            | 34,7 años                                         | Estacionados desde 2023 en BLA                    |
| Fokker 50      | —       | 2            | —       | —                                                 | 50                                                | 50                                                | YV2948                                            | 34,5 años                                         | Estacionados desde 2023 en BLA                    |
| Total          | 5       | 5            | 1       | Edad media de la flota (abril de 2025): 34,7 años | Edad media de la flota (abril de 2025): 34,7 años | Edad media de la flota (abril de 2025): 34,7 años | Edad media de la flota (abril de 2025): 34,7 años | Edad media de la flota (abril de 2025): 34,7 años | Edad media de la flota (abril de 2025): 34,7 años |

### Antigua flota
| Aeronaves       | Total | Introducido | Retirado | Matrículas |
| --------------- | ----- | ----------- | -------- | --- |
| Airbus A340-300 | 1     | 2016        | 2019     | YV3292 |
| Beechcraft 1900 | 14    | 1997        | 2009     | YV1372, YV1369, YV1370, YV1374, YV1373, YV1365, YV-654C, YV1371, YV1364, YV1366, YV1367, YV1368, YV-923C y YV-451C |
| Boeing 737-200  | 10    | 2003        | __       | YV1360, YV1576, YV1361, YV187T, YV3151, YV340T, YV344T, YV2732, YV2937 y YV2998                                    |
| Boeing 737-400  | 4     | 2013        | __       | YV2928, YV2946, YV3243 y YV3317                                                                                    |
| Cessna 208      | 6     | 1998        | 2006     | YV-924C, YV-925C, YV-658C, YV-669C, YV-1149C y YV-659C                                                             |
| Dornier Do 28   | 3     | 1995        | 1999     | YV-679C, YV-676C y YV-680C                                                                                         |
| Embraer EMB 120 | 3     | 2000        | 2008     | YV-100C, YV-667C y YV-662C                                                                                         |
| Fokker 50       | 6     | 2012        | 2017     | YV2977, YV2976, YV2917, YV2936, YV2948 y YV3010                                                                    |

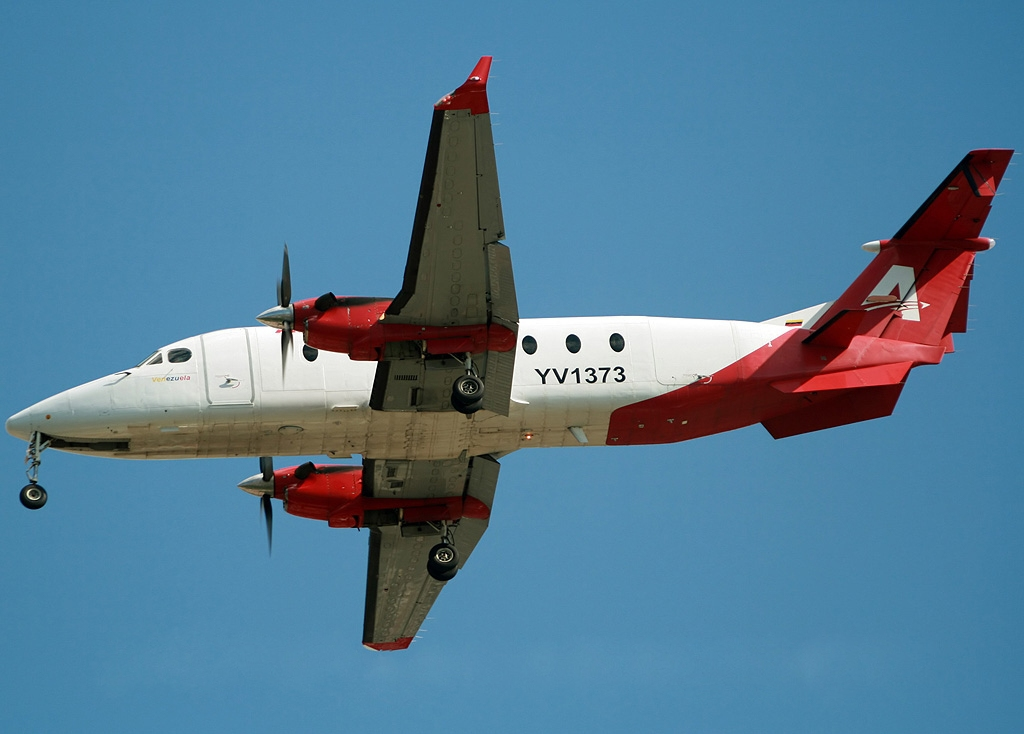
Beech 1900D de Avior Airlines en Caracas Simón Bolívar Int'l, Venezuela, en julio de 2008.

Se espera que los Fokker 50 sean reincorporados pronto a la flota.

## Destinos

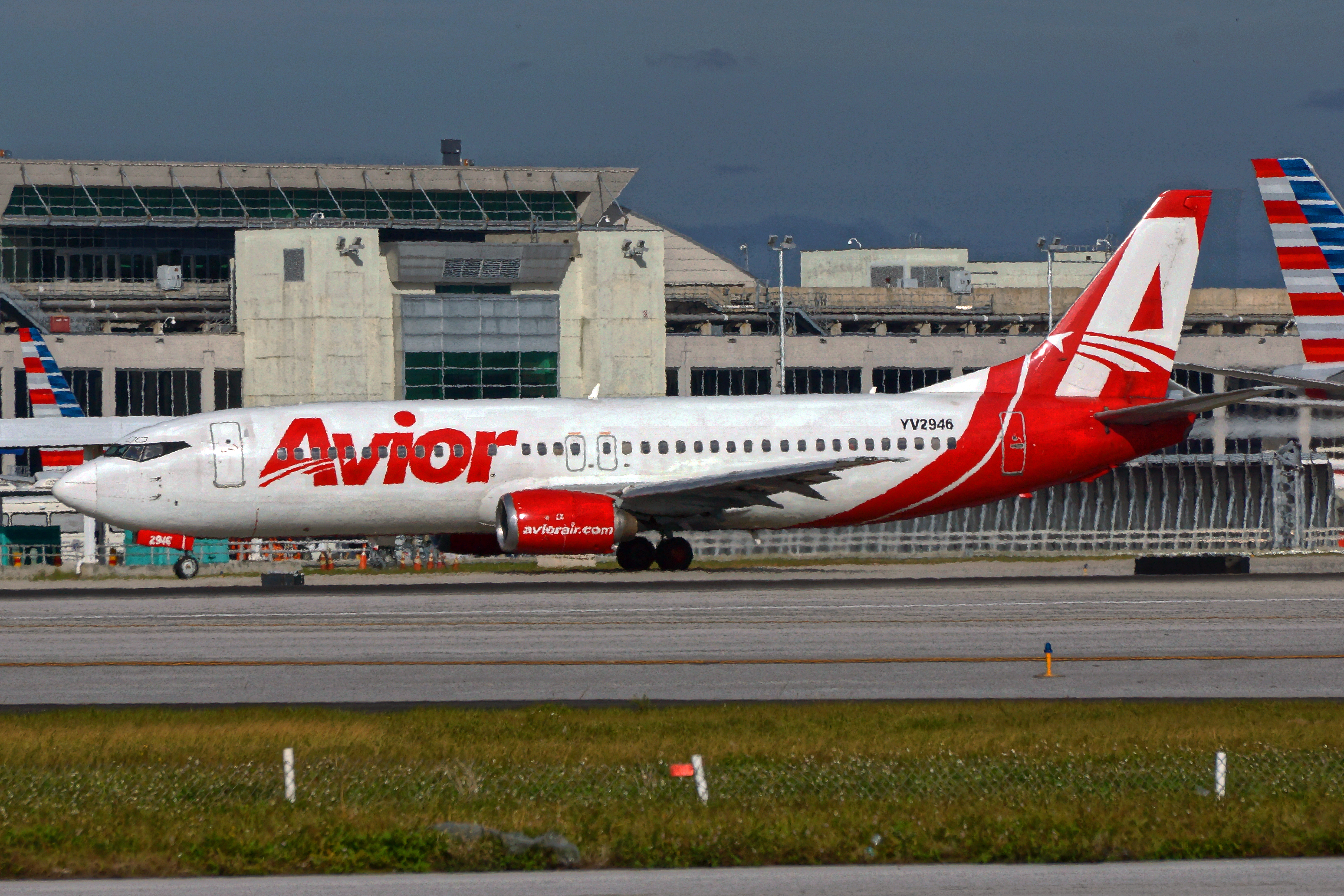
Boeing 737-400 de Avior Airlines en el Aeropuerto Internacional de Miami, Estados Unidos.

| Colombia                       | Bogotá                    | Aeropuerto Internacional El Dorado                       | Caracas                       |         |
| Colombia                       | Curazao                   | Willemstad                                               | Aeropuerto Internacional Hato | Caracas |
| Venezuela                      | Barcelona, Anzoátegui     | Aeropuerto Internacional General José Antonio Anzoátegui | HUB                           |         |
| Venezuela                      | Barquisimeto, Lara        | Aeropuerto Internacional Jacinto Lara                    | Caracas                       |         |
| Venezuela                      | Caracas, Distrito Capital | Aeropuerto Internacional de Maiquetía Simón Bolívar      | HUB                           |         |
| Venezuela                      | Ciudad Guayana, Bolívar   | Aeropuerto Internacional Manuel Piar                     | Caracas                       |         |
| Venezuela                      | Las Piedras, Falcón       | Aeropuerto Internacional Josefa Camejo                   | Caracas                       |         |
| Venezuela                      | Maracaibo, Zulia          | Aeropuerto Internacional de La Chinita                   | Caracas                       |         |
| Venezuela                      | Porlamar, Nueva Esparta   | Aeropuerto Internacional del Caribe Santiago Mariño      | Caracas                       |         |
| Venezuela                      | Puerto Ayacucho, Amazonas | Aeropuerto Cacique Aramare                               | Caracas                       |         |
| Total: 11 destinos en 4 países |                           |                                                          |                               |         |

### Antiguos destinos
| Países            | Destinos                                    | Aeropuertos                                      |
| ----------------- | ------------------------------------------- | ------------------------------------------------ |
| Aruba             | Oranjestad                                  | Aeropuerto Internacional Reina Beatrix           |
| Colombia          | Cali                                        | Aeropuerto Internacional Alfonso Bonilla Aragón  |
| Medellín          | Aeropuerto Internacional José María Córdova |                                                  |
| Ecuador           | Guayaquil                                   | Aeropuerto Internacional José Joaquín de Olmedo  |
| Ecuador           | Manta                                       | Aeropuerto Internacional Eloy Alfaro             |
| Estados Unidos    | Miami                                       | Aeropuerto Internacional de Miami                |
| Trinidad y Tobago | Puerto España                               | Aeropuerto Internacional de Piarco               |
| México            | Cancún                                      | Aeropuerto Internacional de Cancún               |
| Panamá            | Ciudad de Panamá                            | Aeropuerto Internacional de Tocumen              |
| Perú              | Lima                                        | Aeropuerto Internacional Jorge Chávez            |
| Venezuela         | Mérida, Estado Mérida                       | Aeropuerto Alberto Carnevalli                    |
| Venezuela         | San Felipe, Estado Yaracuy                  | Aeropuerto Subteniente Néstor Arias              |
| Venezuela         | Valera, Estado Trujillo                     | Aeropuerto Internacional Antonio Nicolás Briceño |
| Venezuela         | Valencia , Estado Carabobo                  | Aeropuerto Internacional Arturo Michelena        |

## Avior Cargo
Avior Cargo es el servicio de carga aérea de la aerolínea el cual opera a través de las rutas de la red Avior con el objetivo de realizar envíos de carga aérea, empresariales o industriales.

## Incidentes
- El 6 de diciembre de 2019 un Boeing 737-400, siglas YV3011 signado con el vuelo 1521 despegó a las 8 a. m. con ruta Lima Caracas sufrió una despresurización a 45 minutos de su despegue, a bordo 133 pasajeros y 8 tripulantes, algunas personas sufrieron la falta de oxígeno entre ellos un niño de seis meses quien fue el más afectado, la aeronave tuvo que hacer un descenso brusco aterrizando de emergencia en la ciudad de Tarapoto, Perú. La aerolínea habilitó una aeronave para cumplir con el itinerario pautado.
- El 22 de noviembre de 2019, un Boeing 737-400,sigla YV3012 que cubría la ruta Valencia Bogotá, aterrizó de emergencia en el Aeropuerto Internacional el Dorado, al fallarle el tren de aterrizaje principal derecho, los bomberos aeronáuticos activo el protocolo de seguridad, aunque no hubo heridos la autoridad aeronáutica colombiana levantó un informe a la aerolínea.

- El 10 de octubre de 2017, un Boeing 737-200 siglas YV2998 que cubría el vuelo 9V1260 Barcelona - Guayaquil sufrió una despresurización a pocos minutos del despegue. El piloto tuvo que regresar al aeropuerto de Barcelona, después de unos 15 minutos de vuelo. Luego de varias horas de revisión, el personal de mantenimiento de la aerolínea y el Instituto Venezolano de Aviación Civil (INAC) indicó que el equipo estaba en condiciones aeronavegable. El piloto al mando de la aeronave cumplió con el protocolo para intentar nuevamente el despegue, pero el sistema de presurización de la aeronave nuevamente fallo a minutos del despegue por causas que aún se desconocen, finalmente los pilotos llevaron a tierra la aeronave, esta vez después de unos 20 minutos de vuelo a unos 10 000 pies de altura, el vuelo no partió hasta un día después de la hora programada inicial del vuelo, en este incidente se vieron afectados por los efectos de la descompresión 93 pasajeros con dolor de oídos y fuertes mareos, la aerolínea no indemnizo a gran parte de los pasajeros.

- El 19 de noviembre de 2017, un Boeing 737-2Y5(A), matrícula YV2937 con 81 pasajeros, aterrizó de emergencia por desperfecto en el aeropuerto de Manta. El mismo cubría también la ruta Barcelona-Guayaquil. El aterrizaje se dio pasadas las 21:30 del domingo en el aeropuerto manabita. El avión salió a las 18:30 hora de Venezuela (17:30 hora de Ecuador), con una hora de retraso y tras más de dos horas y media de vuelo se anunció el percance en la aeronave. Empezó a descender el avión y bajaron las máscaras de seguridad, empezó a oler humo en la cabina, la tripulación indicó un desperfecto en una de las turbinas de la aeronave por lo que antes de descender estuvieron sobrevolando en círculos en el cielo de Manta por unos 15 minutos, probablemente para quemar combustible en caso de intentar un aterrizaje forzoso. El Cuerpo de Bomberos de Manta, indicó que se atendió a unos 7 pasajeros con problemas de nervios, alegando que la mayoría de viajeros estaba entre los 40 y 60 años de edad. Algunos de los pasajeros reclamaron por extravío momentáneo de su equipaje, y tras varias horas de permanecer en el aeropuerto, pasadas las 02:00 del día siguiente subieron a un bus que los trasladó a Guayaquil que era su punto de llegada. Se espera la versión de autoridades aeronáuticas para conocer sobre el percance de la unidad aérea de origen venezolano.[8]

- Un Boeing 737-400 que cubría la ruta Barcelona-Guayaquil se salió de pista durante el aterrizaje en el Aeropuerto Internacional José Joaquín de Olmedo en Guayaquil la noche del sábado 3 de marzo de 2018. No se reportaron personas heridas y aparentemente, la aeronave no sufrió ningún daño estructural. Las causas de dicho inconveniente, se dieron principalmente por la pista mojada y la fuerte lluvia que caía en la ciudad.[9]

## Centro de Instrucción Aeronáutica
El 7 de noviembre de 2016 reinauguró el Centro de Entrenamiento Avior Airlines y el Centro de Instrucción Aeronáutica Arnaldo Áñez, en la Quinta La Guanábana, en Lechería, estado Anzoátegui. El primer instituto es para capacitar al personal de la aerolínea en diversas áreas, mientras que el segundo es un centro de formación abierto a todos aquellos interesados en formarse en las distintas áreas de la aviación comercial, ambos centros funcionaban en el Hangar Norte del Aeropuerto Internacional José Antonio Anzoátegui. La sede cuenta con ocho aulas -con capacidad para 22 personas cada una-, un simulador de vuelo y un salón de usos múltiples, una de las aulas es un taller, con herramientas y diversas piezas de motores de aeronaves para las prácticas de los estudiantes de los cursos de mecánica de aviación. El Centro de Entrenamiento de Avior Airlines cumple con la RAV 121 (Regulación Aeronáutica Venezolana 121), requerida por el INAC para una aerolínea; y que el Centro de Instrucción Aeronáutica Arnaldo Áñez cumple con las RAV 141 y 147, que exige el ente regulador para ofrecer educación de aviación, en general.[cita requerida]

## Sanciones
El 30 de noviembre de 2017: Avior Airlines fue incluida en la lista negra de aerolíneas que tienen prohibido sobrevolar territorio europeo por la Comisión Europea de la Unión Europea, a causa de deficiencias de seguridad no resueltas que la Agencia Europea de Seguridad Aérea detectó. La compañía “certificada en Venezuela” no pasó así la evaluación para lograr la certificación de los Operadores de Terceros Países (TCO, por sus siglas en inglés), necesaria para poder viajar a ciudades europeas desde países de fuera del bloque. La compañía venezolana, junto a la iraní Iran Aseman Airlines, la iraquí Iraqi Airways, la surinamesa Blue Wing Airlines, la nigeriana Med-View Airlines y la zimbabuense Air Zimbabwe, son las únicas en esa lista de 178 por preocupaciones específicas de las autoridades europeas sobre ellas.

## Controversias
Desde 2017, pesa sobre la aerolínea una prohibición de volar sobre el espacio Schengen debido a “deficiencias de seguridad no solventadas” según la Agencia Europea de Seguridad Aérea. Dicha decisión fue ratificada en 2022.
Desde 2020, la aerolínea se encuentra suspendida del sistema de venta de boletos aéreos de la IATA, pudiendo solo ser comercializado sus pasajes a través de la página web de Avior.
En 2020, la aerolínea vendió un Airbus 340-300 al gobierno de Nicolás Maduro que lo usaría para vuelos hasta Irán luego de la captura de su enviado Alex Saab en Cabo Verde. Los directivos de Avior, Jorge Luis Añez Dager y Juan Bracamonte habrían accedido a la negociación con la condición de que se removieran los colores de la aerolínea antes de salir de Venezuela. En verano de ese mismo año, el avión hizo su primer vuelo desde Caracas a Teherán con la imagen de la estatal Conviasa.
En 2020, Jorge Luis Añez Dager se enfrentó legalmente en Miami a sus socios Carlos Kauffmann y Moisés Maionica por el control de la aerolínea. El juez Michael Hanzman descubrió que Añez no tenía autoridad para representar a Avior, diciendo que había pruebas abrumadoras de que cocinó los libros de la compañía y formó una "junta ilegítima de amistades" para apoderarse de la aerolínea. Además, lo señaló de mentir en su testimonio e intentar utilizar el sistema legal de los Estados Unidos para perpetrar un fraude.
En 2023, los accionistas de Avior, Roberto Añez y Jorge Añez, fueron señalados de estar involucrados en el caso PDVSA Cripto por, supuestamente, desviar dinero en criptomonedas que les había vendido el gobierno de Nicolás Maduro con un 50% de descuento de su valor real. otro de sus accionistas Carlos Kauffmann fue sentenciado hallado culpable en un caso de lavado de dinero en el año 2008. Un grupo de accionistas liderado por Carlos Kauffmann y Moisés Maionica ha ganado una demanda contra Jorge Añez y Juan Bracamonte, acusando manipulación contable y toma ilegítima de control. La dualidad en la propiedad de Avior en Venezuela y Colombia durante una década, ha desencadenando una serie de develaciones, conflictos legales y sanciones internacionales  por lo que Avior Airlines enfrenta restricciones para operar en Europa y Estados Unidos,dejando su mercado limitado a destinos menores en América Latina.
En diciembre de 2023 denunciaron a Roberto Añez y David Brillembourg quienes en complicidad con el exalcalde socialista de San Francisco del Zulia, Omar Prieto, participaron en la creación de un fideicomiso en Bancoex en 2013 para aprovechar recursos del Fondo Chino (una iniciativa binacional entre China y Venezuela) destinados a la construcción de una planta incineradora de basura. La denuncia de 31 páginas fue presentada por el agente especial del IRS, Warren Rogers. Donde más de 400 millones de dólares fueron entregados, desviándolos a cuentas personales y de sus intermediarios, dejando un proyecto en el Zulia sin construir. Según el informe del Departamento de Estado donde son investigados por corrupción, el fideicomiso en Bancoex fue denominado planta de desechos "Ciudad de Progreso Alpha I" (Ciuproca), por lo cual están siendo investigados la fiscalía 73 en Venezuela. 
En abril de 2024 la Fiscalía del sur de la Florida quien lleva la investigación, relacionó a los hijos de Roberto Añez en una trama de lavado de dinero a través de Avior y otras empresas relacionadas con la compra de repuestos para aviones Cessna, joyas, obras de arte y prendas Hermes y Luis Vuitton. En junio de 2023 fueron denunciados en una nueva trama, los hermanos Jorge y Roberto Añez, dueños de Avior Airlines, involucrados en una estafa de criptomonedas en asociación con Joselit Ramírez, ex-superintendente Nacional de Criptoactivos de Venezuela», según la SunaCrip les liquidó a los Añez millones de dólares en criptomonedas con un descuento del 50% que nunca fueron invertidos en la aerolínea.